# HMS Warspite (03)
HMS Warspite byla britská bitevní loď třídy Queen Elizabeth, postavená během první a nasazená i za druhé světové války.

## Osudy

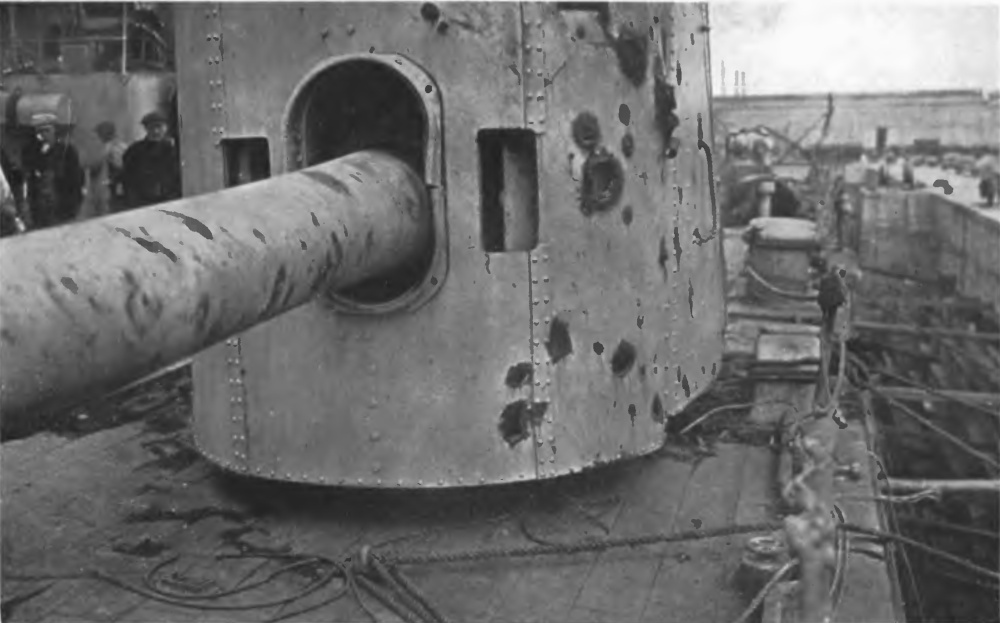
Poškození z bitvy u Jutska

### První světová válka
V roce 1915 se loď stala součástí 5. eskadry bitevních lodí. V prosinci téhož roku byla Warspite poškozena při srážce se sesterským Barhamem. Během bitvy u Jutska loď utrpěla vážné škody, způsobené 15 zásahy od německých bitevních lodí a bitevních křižníků. Přestože neměla daleko k potopení, podařilo se jí zachránit.

### Meziválečná doba
Od roku 1934 byl Warspite rozsáhle modernizován. Loď dostala nové nástavby, protitorpédovou obšívku, původní dva komíny nahradil jeden, byl instalován katapult se dvěma hangáry pro letouny. Modernizace se týkala také pohonného systému, který nyní tvořilo šest tříbubnových kotlů a čtyři turbínová ústrojí typu Parsons. Dostřel hlavních děl ráže 381 mm byl zvýšen na 29 520 metrů. Počet kasematových 152mm děl byl snížen na osm a odstraněny byly torpédomety. Další výzbroj tvořilo 8× 102 mm a 32× 40 mm a šestnáct 12,7mm kulometů. Kulomety v roce 1941 nahradilo jedenáct 20mm kanónů, přičemž jejich počet během války rostl. V roce 1943 byl odstraněn katapult a v roce 1944 také všechny 152mm kanóny.

### Druhá světová válka

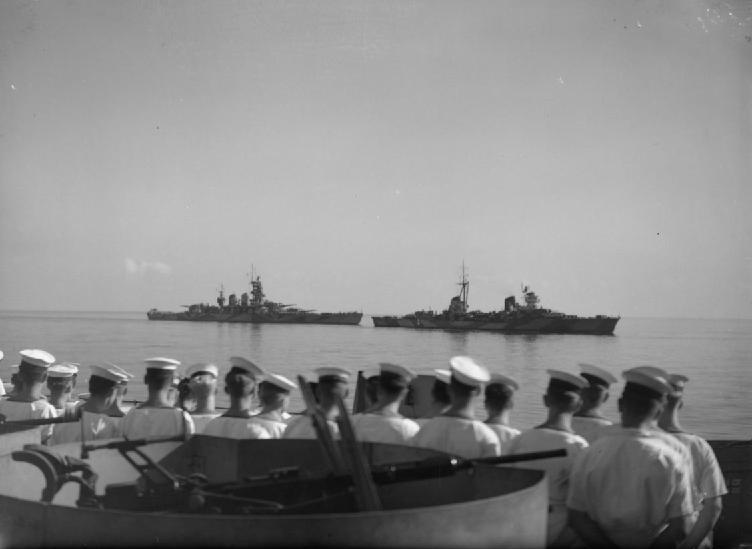
Warspite asistuje italské kapitulaci

Warspite byla součástí britských sil během obrany Norska a kryla také britské torpédoborce během bitvy o Narvik. Později se loď přesunula do Středomoří. V červenci 1940 loď bojovala v bitvě u Punta Stilo. V březnu 1941 se Warspite účastnila bitvy u Matapanu. Dne 21. dubna 1941 Warspite, jeho sesterské lodi Barham, Valiant a lehký křižník Gloucester ostřelovaly Tripolis. Během německé invaze na Krétu loď vážně poškodily německé bombardéry.
Byla opravena v USA a po vypuknutí války v Pacifiku odplula do Indického oceánu, aby posílila britské síly na Dálném východě. V lednu 1942 se zde stala vlajkovou lodí admirála Somervilla. V červnu 1942 se loď vrátila do Středomoří a podporovala spojeneckou invazi na Sicílii. Během vylodění v Salernu loď 16. září 1943 zasáhly dvě kluzákové pumy Fritz X, které ji těžce poškodily a musela být z bojiště odtažena. Přesto byla loď po provizorní opravě nasazena ke krytí spojenecké invaze do Normandie. Zde 16. června 1944 najela na minu, ale po provizorní opravě opět vstoupila do služby. 
V roce 1945 byla převedena do rezervy, v roce 1946 byla prodána do šrotu. Když však Warspite táhly dva remorkery k sešrotování, loď 23. dubna 1947 ztroskotala na pobřeží poloostrova Cornwall. V následujících deseti letech byl vrak postupně rozebrán.